# Jürgen Austin-Kerl
Jürgen Austin-Kerl (geb. Kerl; * 28. Januar 1970 in Northeim) ist ein ehemaliger deutscher Langstreckenläufer.

## Werdegang
Jürgen Austin-Kerl wuchs im südniedersächsischen Bilshausen auf und absolvierte nach der Realschule eine Lehre zum Einzelhandelskaufmann. Später arbeitete er als Berufssoldat in der Bundeswehr und stieg bis in den Rang des Stabsfeldwebels auf. Zwischen 2002 und 2007 war er in der Fritz-Erler-Kaserne im nordhessischen Rothwesten stationiert, seit dem 1. August 2007 im NATO-Hauptquartier im niederländischen Brunssum. Jürgen Austin-Kerl hat aus erster Ehe zwei Kinder und lebt mit seiner zweiten Frau und einem gemeinsamen Sohn seit 2007 in den Niederlanden, zuvor wohnte er in Simmershausen.
Seit seinem fünften Lebensjahr ist Jürgen-Austin-Kerl sportlich aktiv, seinen ersten Wettkampf lief er am 11. September 1977. Bei den Crosslauf-Weltmeisterschaften 1989 in Stavanger (NOR) lief er bei den Junioren über 8000 Meter in 28:22 min als drittbester Deutscher auf den 83. Platz von 134 Athleten. Seine erste Medaille bei Deutschen Leichtathletik-Meisterschaften gewann er mit der Mannschaft der LG Göttingen. Zusammen mit Axel Wölk und Wilhelm Gräber lief er bei der in den Berlin-Marathon 1996 integrierten Marathon-DM 1996 auf den Bronze-Rang; in der DM-Einzelwertung belegte er mit einer Zeit von 2:18:37 h den sechsten Platz und im Gesamteinlauf des Berlin-Marathon Platz 31. Im Jahr 1999, inzwischen zur LG Braunschweig gewechselt, lief er bei der Halbmarathon-DM 1999 in Xanten mit 1:04:50 h auf den achten Platz und in der Mannschaft zusammen mit Jörn Wagner und Georg Diettrich zur Bronzemedaille. Noch steigern konnten sie dieses Mannschafts-Ergebnis mit DM-Silber bei der Crosslauf-DM über die Langstrecke im selben Jahr in Viersen, anstelle von Jörn Wagner lief jedoch Thorsten Witte für die LG Braunschweig.
Seine erste von insgesamt drei DM-Mannschafts-Goldmedaillen gewann Jürgen Austin-Kerl bei der Crosslauf-DM 2001 über die Langstrecke für die LG Braunschweig zusammen mit Robert Langfeld und Georg Diettrich in Regensburg. Die zweite DM-Goldmedaille in der Mannschaftswertung folgte bei der Halbmarathon-DM 2002 in Schotten mit Carsten Eich und Jörn Wagner, sowie noch im selben Jahr im 10-km-Straßenlauf DM-Silber in Salzgitter mit Georg Diettrich und Jörn Wagner. Nach Wechsel zum PSV Grün-Weiß Kassel 2005 konnte Jürgen Austin-Kerl bei der Marathon-DM 2005 im Rahmen des Regensburg-Marathons auch in der Einzelwertung mit Bronze eine Podiumsplatzierung erlaufen, zudem mit seinem neuen Verein und den Athleten Alexander Merkel und Jürgen Wagner DM-Silber in der Mannschaftswertung gewinnen. Seine in Regensburg gelaufene Zeit von 2:25:25 h war die schnellste Zeit eines nordhessischen Marathonläufers seit Djillali Abdesselam (DZA) beim Frankfurt-Marathon 1999, zur Hälfte in 1:12:12 h hatte Jürgen Austin-Kerl noch mit dem späteren DM-Sieger Dirk Nürnberger (SC DHfK Leipzig) gleichauf gelegen. Im Folgejahr bei der Marathon-DM 2006 im Rahmen des München-Marathons lief er zunächst in einer dreiköpfigen Spitzengruppe mit, welche die Halbmarathonmarke nach 1:10:28 h passierte, musste wegen starker Zahnschmerzen zwei Kilometer später jedoch abreißen lassen und schließlich nach 35 km aufgeben.
Seine dritte und letzte DM-Mannschafts-Goldmedaille gewann er bei der Halbmarathon-DM 2009 in Aichach zusammen mit Julian Flügel und Jörn Harland, in selber Besetzung folgte ein Jahr später im 10-km-Straßenlauf Mannschafts-DM-Silber in Ohrdruf. Im Alter von 41 Jahren beendete Jürgen Austin-Kerl beim Kassel-Marathon 2011 wegen anhaltender körperlicher Probleme seine Leistungssport-Karriere. Er wurde 13 × Norddeutscher Meister, 63 × Niedersachsenmeister, 28 × Hessenmeister und nahm 9 × an der Militär-Weltmeisterschaft im Crosslauf teil.
Von 2016 bis 2019 trainierte Jürgen Austin-Kerl die Langstreckenläuferin Alina Reh (* 1997) beim SSV Ulm 1846 und führte diese zu mehreren deutschen Meistertiteln sowie Gewinnen bei U23-Europameisterschaften und Crosslauf-Europameisterschaften (Altersklasse U23). Aufgrund starker familiärer Verpflichtungen seitens Jürgen Austin-Kerls war eine Fortführung der Betreuung seiner Athletin wie bisher nicht mehr möglich, woraufhin diese seitdem von dem ehemaligen Geher und jetzigen Langstrecken-Bundestrainer der Männer André Höhne betreut wird.

## Persönliche Bestzeiten
- 3000 m: 8:17,78 min, 27. Juni 2004, Rhede
- 5000 m: 14:19,24 min, 16. Mai 1998, Hagen
- 10.000 m: 29:21,80 min, 25. August 2001, Troisdorf
- 10-km-Straßenlauf: 29:46 min, 19. September 2004, Bad Liebenzell
- Halbmarathon: 1:04:22 h, 15. September 1996, Hamburg
- Marathon: 2:18:37 h, 29. September 1996, Berlin

## Persönliche Erfolge
| Datum/Jahr    | Rang | Wettbewerb                     | Austragungsort       | Distanz    | Zeit     | Bemerkung                                             |
| ------------- | ---- | ------------------------------ | -------------------- | ---------- | -------- | ----------------------------------------------------- |
| 31. Dez. 2016 | 22   | Bietigheimer Silvesterlauf     | Bietigheim-Bissingen | 11,1 km    | 00:37:40 | 36. Bietigheimer Silvesterlauf, 1. Platz AK M45       |
| 1. Okt. 2016  | 1    | Bahnabschlusssportfest         | Blankenburg (Harz)   | 5000 m     | 00:16:29 | 50. Bahnabschlusssportfest Blankenburg                |
| 25. Sep. 2016 | 13   | Einstein-Marathon              | Ulm                  | 21,0975 km | 01:17:18 | 12. Einstein-Marathon Ulm, 1. Platz AK M45            |
| 27. Sep. 2015 | 71   | Einstein-Marathon              | Ulm                  | 21,0975 km | 01:25:37 | 11. Einstein-Marathon Ulm, 12. Platz AK M45           |
| 6. Sep. 2015  | 105  | Deutsche 10-km-Meisterschaften | Bad Liebenzell       | 10 km      | 00:33:36 | 2. Platz AK M45, 1. Platz Mannschaftswertung AK M45   |
| 28. Sep. 2014 | 10   | Einstein-Marathon              | Ulm                  | 21,0975 km | 01:15:09 | 10. Sparkassen-Einstein-Marathon Ulm, 3. Platz AK M40 |

| Datum/Jahr    | Rang | Wettbewerb                                | Austragungsort        | Distanz  | Zeit     | Bemerkung                                            |
| ------------- | ---- | ----------------------------------------- | --------------------- | -------- | -------- | ---------------------------------------------------- |
| 5. Mai 2013   | 2    | Ulmer Stadtlauf                           | Ulm                   | 10 km    | 00:33:20 | 7. Ulmer Stadtlauf, 1. Platz AK M40                  |
| 13. Apr. 2013 | 3    | Baden-Württ. Langstrecken-Meisterschaften | Köngen                | 10.000 m | 00:33:27 |                                                      |
| 23. März 2013 | 2    | Kellmünzer Frühjahrsstraßenlauf           | Kellmünz an der Iller | 10 km    | 00:33:35 | 19. Kellmünzer Frühjahrsstraßenlauf, 1. Platz AK M40 |
| 9. März 2013  | 3    | Deutsche Crosslauf-Meisterschaften        | Dornstetten           | 6.200 m  | 00:22:09 | Altersklasse Senioren M40                            |
| 26. Jan. 2013 | 8    | Baden-Württ. Hallenmeisterschaften        | Sindelfingen          | 3000 m   | 00:09:22 |                                                      |

| Datum/Jahr    | Rang | Wettbewerb                              | Austragungsort   | Distanz   | Zeit     | Bemerkung                                   |
| ------------- | ---- | --------------------------------------- | ---------------- | --------- | -------- | ------------------------------------------- |
| 16. Sep. 2012 | 2    | Einstein-Marathon                       | Ulm              | 42,195 km | 02:37:52 | 8. Einstein-Marathon Ulm, 1. Platz AK M40   |
| 10. Juni 2012 | 3    | Zwei-Seen-Lauf                          | Tannheim (Tirol) | 25,5 km   | 01:30:57 | 8. Zwei-Seen-Lauf Tannheim, 1. Platz AK M40 |
| 10. März 2012 | 1    | Deutsche Crosslauf-Meisterschaften      | Ohrdruf          | 6.400 m   | 00:21:37 | Altersklasse Senioren M40                   |
| 4. März 2012  | 1    | Deutsche Senioren-Hallenmeisterschaften | Erfurt           | 3000 m    | 00:08:56 | Altersklasse Senioren M40                   |
| 18. Feb. 2012 | 1    | Hardter Straßenlauf                     | Mönchengladbach  | 5 km      | 00:15:37 | 31. Hardter Straßenlauf                     |
| 15. Jan. 2012 | 1    | Nordrhein-Hallenmeisterschaften         | Leverkusen       | 3000 m    | 00:08:58 |                                             |
| 8. Jan. 2012  | 2    | Westd. Senioren-Hallenmeisterschaften   | Düsseldorf       | 1500 m    | 00:04:21 | Altersklasse Senioren M40                   |

| Datum/Jahr    | Rang | Wettbewerb                              | Austragungsort | Distanz    | Zeit     | Bemerkung                                      |
| ------------- | ---- | --------------------------------------- | -------------- | ---------- | -------- | ---------------------------------------------- |
| 10. Sep. 2011 | 2    | Internationale Senioren-Challenge       | St. Wendel     | 5000 m     | 00:15:38 | Altersklasse Senioren M40, GER-FRA-BEL         |
| 22. Mai 2011  | 2    | Kassel-Marathon                         | Kassel         | 21,0975 km | 01:12:44 | 5. E.ON Mitte Kassel-Marathon, 1. Platz AK M40 |
| 8. Mai 2011   | 3    | Hannover-Marathon                       | Hannover       | 21,0975 km | 01:13:12 | 21. TUIfly Hannover Marathon                   |
| 5. März 2011  | 2    | Deutsche Crosslauf-Meisterschaften      | Löningen       | 5.480 m    | 00:18:56 | Altersklasse Senioren M40                      |
| 12. Feb. 2011 | 1    | Deutsche Senioren-Hallenmeisterschaften | Erfurt         | 3000 m     | 00:08:49 | Altersklasse Senioren M40                      |

| Datum/Jahr    | Rang | Wettbewerb                               | Austragungsort    | Distanz    | Zeit     | Bemerkung                                           |
| ------------- | ---- | ---------------------------------------- | ----------------- | ---------- | -------- | --------------------------------------------------- |
| 11. Sep. 2010 | 28   | Deutsche 10-km-Meisterschaften           | Ohrdruf           | 10 km      | 00:31:26 | 1. Platz AK M40, 1. Platz Mannschaftswertung AK M40 |
| 24. Juli 2010 | 2    | Feriensportfest                          | Erkelenz          | 3000 m     | 00:08:50 | Feriensportfest II, 1. Platz AK M40                 |
| 27. Juni 2010 | 4    | Deutsche Seniorenmeisterschaften         | Kaiserslautern    | 1500 m     | 00:04:14 | Altersklasse Senioren M40                           |
| 27. Juni 2010 | 1    | Deutsche Seniorenmeisterschaften         | Kaiserslautern    | 5000 m     | 00:15:09 | Altersklasse Senioren M40                           |
| 20. Juni 2010 | 1    | Citylauf Erkelenz                        | Erkelenz          | 10 km      | 00:32:10 | west-Citylauf Erkelenz „Rund um den Lambertusturm“  |
| 6. Juni 2010  | 3    | Megaloop                                 | Landgraaf         | 15 km      | 00:51:45 | CZ Megaloop, 1. Platz AK M40                        |
| 26. Mai 2010  | 1    | Sparkassen-Cup-Sportfest                 | Grefrath          | 5000 m     | 00:15:30 |                                                     |
| 21. Mai 2010  | 1    | Kreismeisterschaften                     | Erkelenz          | 5000 m     | 00:15:27 |                                                     |
| 18. Apr. 2010 | 2    | Deutsche Straßenlaufmeisterschaften      | Bad Liebenzell    | 21,0975 km | 01:10:32 | 34. Deutsche Straßenlaufmeisterschaften, AK M40     |
| 5. Apr. 2010  | 2    | Kerpener Stadtlauf                       | Kerpen            | 10 km      | 00:32:13 | 9. Kerpener Stadtlauf                               |
| 6. März 2010  | 2    | Deutsche Crosslauf-Meisterschaften       | Stockach          | 5.900 m    | 00:17:42 | Altersklasse Senioren M40                           |
| 6. März 2010  | 60   | Deutsche Crosslauf-Meisterschaften       | Stockach          | 10.200 m   | 00:34:21 | Langstrecke                                         |
| 28. Feb. 2010 | 1    | Winterlauf Wegberg                       | Wegberg           | 10 km      | 00:32:18 |                                                     |
| 14. Feb. 2010 | 1    | Deutsche Senioren-Hallenmeisterschaften  | Sindelfingen      | 3000 m     | 00:08:53 | Altersklasse Senioren M40                           |
| 30. Jan. 2010 | 4    | Süddeutsche Hallenmeisterschaften        | Erfurt            | 3000 m     | 00:08:41 |                                                     |
| 24. Jan. 2010 | 1    | Hessische Senioren-Hallenmeisterschaften | Stadtallendorf    | 3000 m     | 00:08:51 | Altersklasse Senioren M40                           |
| 17. Jan. 2010 | 4    | Hessische Hallenmeisterschaften          | Frankfurt am Main | 3000 m     | 00:08:41 |                                                     |
| 3. Jan. 2010  | 2    | ASC Hallensportfest                      | Düsseldorf        | 3000 m     | 00:08:47 |                                                     |

| Datum/Jahr    | Rang | Wettbewerb                           | Austragungsort | Distanz    | Zeit     | Bemerkung                                             |
| ------------- | ---- | ------------------------------------ | -------------- | ---------- | -------- | ----------------------------------------------------- |
| 31. Dez. 2009 | 26   | Silvesterlauf Trier                  | Trier          | 8 km       | 00:25:13 | 20. Silvesterlauf Trier                               |
| 29. Nov. 2009 | 1    | Adventlauf Wegberg                   | Wegberg        | 10 km      | 00:32:35 |                                                       |
| 8. Nov. 2009  | 1    | Rursee-Marathon                      | Simmerath      | 42,195 km  | 02:40:15 | 13. Rursee-Marathon                                   |
| 3. Okt. 2009  | 1    | Oedter Straßenlauf                   | Grefrath       | 10 km      | 00:32:25 | 27. Oedter Straßenlauf                                |
| 29. Aug. 2009 | 5    | Schottener Stauseelauf               | Schotten       | 21,0975 km | 01:10:51 | 12. Schottener Stauseelauf, Hessische Meisterschaften |
| 26. Juli 2009 | 1    | Rur 3-Brückenlauf                    | Düren          | 10 km      | 00:32:37 | 21. isola Rur 3-Brückenlauf                           |
| 22. Juli 2009 | 1    | Feriensportfest                      | Erkelenz       | 3000 m     | 00:08:57 | Feriensportfest II                                    |
| 22. Juli 2009 | 3    | Feriensportfest                      | Erkelenz       | 1500 m     | 00:04:11 | Feriensportfest II, 1. Platz AK M35                   |
| 3. Juli 2009  | 2    | Marburger Nachtmarathon              | Marburg        | 21,0975 km | 01:16:50 | 12. Marburger Nachtmarathon, Pacemaker Susanne Hahn   |
| 24. Juni 2009 | 1    | Sprintpokal- und Mittelstreckenabend | Grefrath       | 3000 m     | 00:08:50 |                                                       |
| 21. Juni 2009 | 1    | Citylauf Erkelenz                    | Erkelenz       | 10 km      | 00:32:33 | west-Citylauf Erkelenz „Rund um den Lambertusturm“    |
| 7. Juni 2009  | 2    | Megaloop                             | Landgraaf      | 15 km      | 00:49:29 | CZ Megaloop                                           |
| 27. Mai 2009  | 1    | Sprintpokal- und Mittelstreckenabend | Grefrath       | 5000 m     | 00:15:30 |                                                       |
| 3. Mai 2009   | 16   | Düsseldorf-Marathon                  | Düsseldorf     | 42,195 km  | 02:32:39 | 7. Düsseldorf-Marathon                                |
| 11. Apr. 2009 | 17   | Paderborner Osterlauf                | Paderborn      | 21,0975 km | 01:13:20 | 63. Paderborner Osterlauf                             |
| 4. Apr. 2009  | 20   | Deutsche Straßenlaufmeisterschaften  | Aichach        | 21,0975 km | 01:09:45 | 33. Deutsche Straßenlaufmeisterschaften               |
| 29. März 2009 | 26   | Parelloop                            | Brunssum       | 10 km      | 00:31:21 |                                                       |
| 22. März 2009 | 43   | Venloop                              | Venlo          | 21,0975 km | 01:11:44 | Pacemaker Susanne Hahn                                |
| 28. Feb. 2009 | 4    | Hessische Crosslaufmeisterschaften   | Gudensberg     | 9000 m     | 00:30:26 | 1. Platz AK M35                                       |
| 1. Feb. 2009  | 1    | Winterlauf Wegberg                   | Wegberg        | 21,0975 km | 01:10:30 | Kreismeisterschaft Halbmarathon                       |
| 25. Jan. 2009 | 8    | Abdijcross                           | Kerkrade       | 9.500 m    | 00:31:56 |                                                       |

| Datum/Jahr    | Rang | Wettbewerb         | Austragungsort | Distanz    | Zeit     | Bemerkung                                          |
| ------------- | ---- | ------------------ | -------------- | ---------- | -------- | -------------------------------------------------- |
| 22. Juni 2008 | 3    | Citylauf Erkelenz  | Erkelenz       | 10 km      | 00:33:37 | west-Citylauf Erkelenz „Rund um den Lambertusturm“ |
| 8. Juni 2008  | 1    | Megaloop           | Landgraaf      | 15 km      | 00:51:55 | CZ Megaloop                                        |
| 1. Juni 2008  | 10   | Kassel-Marathon    | Kassel         | 42,195 km  | 02:48:07 | 2. E.ON Mitte Kassel-Marathon                      |
| 6. Apr. 2008  | 1    | Citylauf Heinsberg | Heinsberg      | 10 km      | 00:32:36 | City-Lauf der Kreissparkasse Heinsberg             |
| 27. Jan. 2008 | 1    | Winterlauf Wegberg | Wegberg        | 21,0975 km | 01:08:43 | Kreismeisterschaft Halbmarathon                    |

| Datum/Jahr    | Rang | Wettbewerb                         | Austragungsort | Distanz    | Zeit     | Bemerkung                                         |
| ------------- | ---- | ---------------------------------- | -------------- | ---------- | -------- | ------------------------------------------------- |
| 31. Dez. 2007 | 1    | Silvesterlauf Wegberg              | Wegberg        | 15 km      | 00:48:45 |                                                   |
| 2. Dez. 2007  | 1    | Adventlauf Wegberg                 | Wegberg        | 10 km      | 00:32:29 |                                                   |
| 8. Juli 2007  | 1    | Volkslauf Fuldatal                 | Fuldatal       | 20,5 km    | 01:11:53 | 32. Volkslauf der LG Fuldatal                     |
| 10. Juni 2007 | 10   | Kassel-Marathon                    | Kassel         | 42,195 km  | 02:35:48 | 1. E.ON Mitte Kassel-Marathon; Hessischer Meister |
| 7. Apr. 2007  | 7    | Paderborner Osterlauf              | Paderborn      | 21,0975 km | 01:09:47 | 61. Paderborner Osterlauf                         |
| 25. Feb. 2007 | 4    | Hessische Crosslaufmeisterschaften | Breuna         | 8.600 m    | 00:29:47 | 1. Platz AK M35                                   |

| Datum/Jahr    | Rang | Wettbewerb                         | Austragungsort | Distanz | Zeit     | Bemerkung                         |
| ------------- | ---- | ---------------------------------- | -------------- | ------- | -------- | --------------------------------- |
| 31. Dez. 2006 | 2    | Silvesterlauf von Werl nach Soest  | Werl – Soest   | 15 km   | 00:47:27 | 25. Int. Silvesterlauf Werl Soest |
| 19. Juli 2006 | 1    | Altstadtlauf Göttingen             | Göttingen      | 10 km   | 00:33:21 | Langstrecke um den Novelis-Cup    |
| 7. Juni 2006  | 12   | Kasseler Citylauf                  | Kassel         | 10 km   | 00:32:13 | 28. Kasseler Citylauf             |
| 5. März 2006  | 1    | Hessische Crosslaufmeisterschaften | Trebur         | 7000 m  | 00:22:08 |                                   |

| Datum/Jahr    | Rang | Wettbewerb                               | Austragungsort | Distanz    | Zeit     | Bemerkung                                     |
| ------------- | ---- | ---------------------------------------- | -------------- | ---------- | -------- | --------------------------------------------- |
| 26. Nov. 2005 | 31   | Deutsche Crosslauf-Meisterschaften       | Darmstadt      | 9.200 m    | 00:27:46 | Langstrecke                                   |
| 6. Nov. 2005  | 8    | Verler Halbmarathon                      | Verl           | 21,0975 km | 01:09:12 | 14. Verler Halbmarathon                       |
| 13. Juli 2005 | 1    | Altstadtlauf Göttingen                   | Göttingen      | 9,5 km     | 00:29:22 | Langstrecke um den Novelis-Cup                |
| 12. Juni 2005 | 2    | Hessische Leichtathletik-Meisterschaften | Gelnhausen     | 5000 m     | 00:15:03 |                                               |
| 23. Mai 2005  | 2    | Sommer-Meeting                           | Kassel         | 3000 m     | 00:08:41 | 1. Platz AK M35                               |
| 8. Mai 2005   | 3    | Regensburg-Marathon                      | Regensburg     | 42,195 km  | 02:25:25 | 15. Regensburg-Marathon; 3. Platz Marathon-DM |
| 26. März 2005 | 13   | Paderborner Osterlauf                    | Paderborn      | 10 km      | 00:31:18 | 59. Paderborner Osterlauf                     |
| 5. März 2005  | 1    | Hessische Crosslaufmeisterschaften       | Trebur         | 6.300 m    | 00:21:06 |                                               |

| Datum/Jahr    | Rang | Wettbewerb                     | Austragungsort | Distanz   | Zeit     | Bemerkung                                            |
| ------------- | ---- | ------------------------------ | -------------- | --------- | -------- | ---------------------------------------------------- |
| 10. Okt. 2004 | 6    | München-Marathon               | München        | 42,195 km | 02:29:40 | 5. medien.marathon.münchen                           |
| 19. Sep. 2004 | 8    | Deutsche 10-km-Meisterschaften | Bad Liebenzell | 10 km     | 00:29:46 |                                                      |
| 7. Juli 2004  | 3    | Altstadtlauf Göttingen         | Göttingen      | 9,5 km    | 00:29:16 | Langstrecke um den Novelis-Cup                       |
| 29. Juni 2004 | 1    | Vorolympischer Abend           | Kassel         | 3000 m    | 00:08:31 |                                                      |
| 29. Juni 2004 | 7    | Vorolympischer Abend           | Kassel         | 1000 m    | 00:02:36 |                                                      |
| 27. Juni 2004 | 3    | Internationales Meeting Rhede  | Rhede          | 3000 m    | 00:08:18 | 34. Internationales Meeting Rhede                    |
| 18. Juni 2004 | 17   | Braunschweiger Nachtlauf       | Braunschweig   | 10 km     | 00:30:32 | 18. Braunschweiger Nachtlauf                         |
| 5. Juni 2004  | 1    | NLV + BLV-Meisterschaften      | Wilhelmshaven  | 5000 m    | 00:14:33 | LM-Einzel (Fr, Mä) + LM-Hindernis/Langstaffeln (Jgd) |
| 8. Mai 2004   | 8    | Kasseler Citylauf              | Kassel         | 10 km     | 00:30:47 | 26. Kasseler Citylauf                                |
| 28. März 2004 | 1    | NLV + BLV-Meisterschaften      | Lingen         | 10 km     | 00:31:12 | LM-10 Km-Straßenlauf                                 |

| Datum/Jahr    | Rang | Wettbewerb                          | Austragungsort | Distanz  | Zeit     | Bemerkung                         |
| ------------- | ---- | ----------------------------------- | -------------- | -------- | -------- | --------------------------------- |
| 20. Juni 2003 | 21   | Braunschweiger Nachtlauf            | Braunschweig   | 10 km    | 00:30:29 | 17. Braunschweiger Nachtlauf      |
| 10. Mai 2003  | 11   | Kasseler Citylauf                   | Kassel         | 10 km    | 00:31:11 | 25. Kasseler Citylauf             |
| 27. Apr. 2003 | 1    | NLV + BLV-Meisterschaften           | Einbeck        | 10.000 m | 00:30:20 | LM-Langstrecken+Langstaffeln      |
| 19. Apr. 2003 | 18   | Paderborner Osterlauf               | Paderborn      | 10 km    | 00:30:19 | 57. Paderborner Osterlauf         |
| 28. Feb. 2003 | 82   | Militär-Weltmeisterschaft Crosslauf | Saint-Astier   | 11.100 m | 00:35:32 |                                   |
| 19. Jan. 2003 | 3    | NLV + BLV-Meisterschaften           | Hannover       | 3000 m   | 00:08:25 | LM-Halle Frauen, Männer, Jugend A |

| Datum/Jahr    | Rang | Wettbewerb                           | Austragungsort | Distanz    | Zeit     | Bemerkung                                |
| ------------- | ---- | ------------------------------------ | -------------- | ---------- | -------- | ---------------------------------------- |
| 31. Dez. 2002 | 1    | Eichsfelder Silvesterlauf            | Seeburg        | 10 km      | 00:31:40 |                                          |
| 7. Sep. 2002  | 10   | Deutsche 10-km-Meisterschaften       | Salzgitter     | 10 km      | 00:30:38 |                                          |
| 21. Juni 2002 | 20   | Braunschweiger Nachtlauf             | Braunschweig   | 12 km      | 00:35:45 | 16. Braunschweiger Nachtlauf             |
| 19. Juni 2002 | 1    | Altstadtlauf Göttingen               | Göttingen      | 10,46 km   | 00:32:48 | Langstrecke um den Novelis-Cup           |
| 15. Juni 2002 | 1    | NLV + BLV-Meisterschaften            | Delmenhorst    | 5000 m     | 00:14:40 | LM-Einzel Frauen & Männer                |
| 21. Apr. 2002 | 35   | Hamburg-Marathon                     | Hamburg        | 42,195 km  | 02:30:02 | 17. Hansaplast-Marathon Hamburg          |
| 23. März 2002 | 12   | Deutsche Straßenlauf-Meisterschaften | Schotten       | 21,0975 km | 01:06:21 | 26. Deutsche Straßenlauf-Meisterschaften |
| 24. Feb. 2002 | 9    | Sevilla-Marathon                     | Sevilla        | 42,195 km  | 02:23:55 |                                          |

| Datum/Jahr    | Rang | Wettbewerb                           | Austragungsort | Distanz    | Zeit     | Bemerkung                                |
| ------------- | ---- | ------------------------------------ | -------------- | ---------- | -------- | ---------------------------------------- |
| 31. Dez. 2001 | 1    | Eichsfelder Silvesterlauf            | Seeburg        | 10 km      | 00:31:43 |                                          |
| 25. Aug. 2001 | 6    | Sportfest Troisdorf                  | Troisdorf      | 10.000 m   | 00:29:22 |                                          |
| 13. Juni 2001 | 1    | Altstadtlauf Göttingen               | Göttingen      | 10,46 km   | 00:33:03 | Langstrecke um den Novelis-Cup           |
| 6. Mai 2001   | 9    | Hannover-Marathon                    | Hannover       | 42,195 km  | 02:20:11 | 11. Energie Hannover Marathon            |
| 24. März 2001 | 16   | Deutsche Straßenlauf-Meisterschaften | Arnstadt       | 21,0975 km | 01:06:37 | 25. Deutsche Straßenlauf-Meisterschaften |
| 3. März 2001  | 9    | Deutsche Crosslauf-Meisterschaften   | Regensburg     | 10.000 m   | 00:33:05 | Langstrecke                              |

| Datum/Jahr    | Rang | Wettbewerb                              | Austragungsort       | Distanz          | Zeit     | Bemerkung                                    |
| ------------- | ---- | --------------------------------------- | -------------------- | ---------------- | -------- | -------------------------------------------- |
| 29. Juli 2000 | 11   | Deutsche Leichtathletik-Meisterschaften | Braunschweig         | 3000 m Hindernis | 00:09:01 | 100. Deutsche Leichtathletik-Meisterschaften |
| 30. Apr. 2000 | 5    | Rhein-Ruhr-Marathon                     | Duisburg             | 42,195 km        | 02:24:16 | 5. Platz Marathon-DM                         |
| 25. März 2000 | 20   | Deutsche Straßenlauf-Meisterschaften    | Freiburg im Breisgau | 21,0975 km       | 01:07:26 | 24. Deutsche Straßenlauf-Meisterschaften     |

| Datum/Jahr    | Rang | Wettbewerb                              | Austragungsort | Distanz    | Zeit     | Bemerkung                                   |
| ------------- | ---- | --------------------------------------- | -------------- | ---------- | -------- | ------------------------------------------- |
| 27. Nov. 1999 | 10   | Deutsche Crosslauf-Meisterschaften      | Viersen        | 9800 m     | 00:30:15 | Langstrecke                                 |
| 3. Okt. 1999  | 7    | Köln-Marathon                           | Köln           | 42,195 km  | 02:24:46 | 3. Ford Köln Marathon                       |
| 16. Juli 1999 | 10   | Dessau-Meeting                          | Dessau         | 3000 m     | 00:08:24 | 1. Internationales Leichtathletik-Meeting   |
| 7. Juli 1999  | 1    | Altstadtlauf Göttingen                  | Göttingen      | 10,46 km   | 00:33:11 | Langstrecke um den Novelis-Cup              |
| 3. Juli 1999  | 16   | Deutsche Leichtathletik-Meisterschaften | Erfurt         | 5000 m     | 00:14:56 | 99. Deutsche Leichtathletik-Meisterschaften |
| 23. Juni 1999 | 24   | Askina-Sportfest                        | Kassel         | 5000 m     | 00:14:31 | 2. Askina-Sportfest                         |
| 27. März 1999 | 8    | Deutsche Straßenlauf-Meisterschaften    | Xanten         | 21,0975 km | 01:04:50 | 23. Deutsche Straßenlauf-Meisterschaften    |

| Datum/Jahr    | Rang | Wettbewerb                              | Austragungsort    | Distanz   | Zeit     | Bemerkung                                   |
| ------------- | ---- | --------------------------------------- | ----------------- | --------- | -------- | ------------------------------------------- |
| 4. Juli 1998  | 15   | Deutsche Leichtathletik-Meisterschaften | Berlin            | 5000 m    | 00:14:21 | 98. Deutsche Leichtathletik-Meisterschaften |
| 19. Juni 1998 | 14   | Braunschweiger Nachtlauf                | Braunschweig      | 10,8 km   | 00:32:42 | 12. Braunschweiger Nachtlauf                |
| 23. Mai 1998  | 10   | Deutsche 10.000-m-Meisterschaften       | Lindau (Bodensee) | 10.000 m  | 00:29:57 |                                             |
| 16. Mai 1998  | 2    | Deutsche Mannschaftsmeisterschaft       | Hagen             | 5000 m    | 00:14:20 | DMM Bundesliga                              |
| 1. Mai 1998   | 1    | Kaltenkirchener Stadtlauf               | Kaltenkirchen     | 10 km     | 00:30:00 |                                             |
| 19. Apr. 1998 | 18   | Hamburg-Marathon                        | Hamburg           | 42,195 km | 02:19:09 | 13. Shell-Marathon Hamburg                  |

| Datum/Jahr    | Rang | Wettbewerb             | Austragungsort | Distanz    | Zeit     | Bemerkung                                 |
| ------------- | ---- | ---------------------- | -------------- | ---------- | -------- | ----------------------------------------- |
| 29. Sep. 1996 | 31   | Berlin-Marathon        | Berlin         | 42,195 km  | 02:18:37 | 23. Berlin-Marathon; 6. Platz Marathon-DM |
| 15. Sep. 1996 | 1    | Hamburg-Mannheimer-Cup | Hamburg        | 21,0975 km | 01:04:22 | 2. Hamburg-Mannheimer Cup                 |